# Schrikkeldag
De schrikkeldag van de moderne gregoriaanse kalender is 29 februari. Deze dag wordt aan bepaalde jaren toegevoegd omdat een tropisch jaar niet precies 365 dagen is, maar 365,2421875 dagen; dus ongeveer 365 en een kwart dag. Een jaar, waaraan een schrikkeldag is toegevoegd, wordt aangeduid als schrikkeljaar.

## Geschiedenis
De schrikkeldag werd voor het eerst voorgesteld in het decreet van Canopus van 6 maart 237 v.Chr. om de loop van de Egyptische kalender nauwkeuriger met de seizoenen aan te laten sluiten (er zijn echter geen aanwijzingen dat het werd toegepast). Het werd eerst in de juliaanse kalender toegepast als een extra dag die na 23 februari werd ingevoegd, waardoor de maand februari eens in de vier jaar 29 dagen duurde. De nummering van de dagen in februari eindigde in een schrikkeljaar niettemin net als in de andere jaren op 28. De schrikkeldag was namelijk een 'nummerloze' dag, ingelast tussen de 23ste en de 24ste februari. Het betrof een zogenaamde 'bis'dag, zoals uit de oude Latijnse aanduiding blijkt: ante diem bis sextum Kalendas Martias. Analoog daaraan heet een schrikkeljaar in het Frans une année bissextile en in het Engels a bissextile year.
Later stapte men van de nummerloze dag af. De schrikkeldag kreeg een eigen nummer, waardoor de maand februari in een schrikkeljaar 29 dagen telt.

## Juliaans
In de juliaanse kalender was elk vierde jaar een schrikkeljaar; er waren geen uitzonderingen op die regel. De gemiddelde lengte van het jaar kwam daarmee op 365,25 dagen. Doordat deze kalender minder nauwkeurig aansloot bij de werkelijke astronomische lengte van een jaar liep het kalenderjaar langzaam achter op het zonnejaar. In 1582 werd de gregoriaanse kalender ingevoerd, die ook nu nog van kracht is. Daarbij maakte men de gecumuleerde achterstand in één keer goed door van 4 oktober meteen naar 15 oktober 1582 te springen. Daarbij werden dus 10 dagen overgeslagen.

## Gregoriaans
Omdat het overschot net iets minder dan een kwart dag is, worden in de gregoriaanse kalender slechts 97 schrikkeldagen per 400 jaar gebruikt. Net als in de juliaanse kalender zijn alle jaartallen die deelbaar zijn door vier schrikkeljaren, maar de eeuwjaren worden overgeslagen, met uitzondering van de eeuwjaren die deelbaar zijn door 400. Het jaar 2100 zal dus geen schrikkeljaar zijn, maar de jaren 1600 en 2000 waren dat wel.
De gemiddelde lengte van het jaar komt daarmee op 365,2425 dagen. Dit is nog steeds iets meer dan de werkelijke lengte van het astronomische jaar, de afwijking is echter slechts één dag per 3200 jaar. De gregoriaanse kalender schrijft niet voor hoe dit gecompenseerd wordt. Wellicht wordt er in de toekomst bepaald dat er een schrikkeldag overgeslagen wordt.
Bij een maximaal gelijkmatige verdeling van de schrikkeldagen zou het aantal jaren tussen twee schrikkeldagen per cyclus van 400 jaar 12 maal 5 en 85 maal 4 bedragen. In werkelijkheid is het 3 maal 8 en 94 maal 4.

## Cultuur
In verschillende culturen, zoals Nederland en Noorwegen, is de schrikkeldag traditioneel een dag waarop vrouwen mannen mogen uitnodigen voor een afspraakje. Ook het huwelijksaanzoek is op 29 februari van oudsher aan de rolverwisseling onderhevig.

## Uurwerken
Er zijn uurwerken die naast de tijd ook de maand en de dag van de maand bijhouden, maar niet het jaartal. Hierbij staat op 29 februari de datum op 1 maart, en moet dit met de hand gecorrigeerd worden. De overgang van 29 februari naar 1 maart aan het eind van de dag gaat dan meestal gewoon automatisch, net als de (soms onjuiste) overgang van 28 februari naar 1 maart.